# Meriania lindenii
Meriania lindenii är en tvåhjärtbladig växtart som beskrevs av Célestin Alfred Cogniaux. Meriania lindenii ingår i släktet Meriania och familjen Melastomataceae.
Artens utbredningsområde är Colombia. Inga underarter finns listade i Catalogue of Life.